# Celeste Lyn Paul
Celeste Lyn Paul (13 d'agost de 1981) és una investigadora i geek estatunidenca, experta en enginyeria d'interfícies i usabilitat. És una activa defensora del programari lliure i col·laboradora de KDE. Va guanyar un B.A. en Multimèdia per la Universitat de Duquesne el 2003, un M.S. en Interaction Design & Information Architecture por la Universitat de Baltimore el 2007 i un PhD en Human-Centered Computing por la Universitat de Maryland Baltimore County el 2013.
Celeste Lyn Paul ha participat en el KDE Usability Project des de 2004, dissenyant directrius d'interfície humana. Des d'aleshores i fins al 2005 va ser directora del projecte. A més, entre els anys 2009 i 2012, va ser membre de la junta directiva de KDE e.V., l'organització sense ànim de lucre que representa la comunitat de KDE en les entitats legals i financeres. També ha format part del consell directiu de Kubuntu entre els anys 2008 i 2010.
Celeste Lyn Paul és membre del hacklab HacDC de Washington, del qual el 2015 va ser la presidenta.
El 2009 va guanyar el premi de l'Akademy, un reconeixement de la comunitat de KDE al seu esforç per millorar la usabilitat del programari.